# Наукоград
Наукоград (на руски: наукоград) е муниципално образувание със статут на градски окръг в Русия, разполагащо с висок научно-технически потенциал и градообразуващ научно-производствен комплекс.

## История
Предпоставка за създаване на наукоградовете става неопределеният статут на затворен град, считано от 1991 година.
Терминът наукоград е въведен най-напред в град Жуковский, Московска област от Спартак Никаноров и Наталия Никитина през 1991 година при създаване на движението „Съюз за развитие на наукоградовете“ („Союз развития наукоградов“) за изработване на съгласувани позиции по техните най-важни въпроси. Движението разработва проект за Концепция на държавната политика по съхранение и развитие на наукоградовете. Първите варианти на проекта на Закона за статута на наукограда на Руската федерация – в Съвета на федерацията и в Държавната дума, се появяват през 1995 година.
Законът за наукоградовете е приет на 7 април 1999 година. През 2004 година в закона са внесени изменения, установяващи критерии за присвояване на муниципално образувание на статут на наукоград. Например броят на работещите в организациите от научно-производствения комплекс трябва да съставлява не по-малко от 15 % от броя на работещите на територията на муниципалното образувание.
Първият наукоград става през 2000 година гр. Обнинск, Калужка област, където се водят разработки в областта на мирното използване на атомната енергия.
Аналог на наукоградовете в другите страни са технополисите, чието развитие се разгръща в широки мащаби във водещите страни през втората половина на XX век като знаменитата Силициева долина.

## Видове
Открояват се 7 основни специализации на наукоградовете в Русия:
1. авио- и ракетостроене и космически изследвания;
2. електроника и радиотехника;
3. автоматизация, машино- и приборостроение;
4. химия, химическа физика и нови материали;
5. ядрен комплекс;
6. енергетика;
7. биология и биотехнология.

## Наукоградове

### Обявени
Следва списък на наукоградовете (към август 2008 година), на които официално е даден такъв статут съгласно Федералния закон за статута на наукоград:
- Алтайски край: Бийск[3]

- Калужка област: Обнинск[4]

- Московска област:
  - Дубна[5],
  - Жуковский[6],
  - Корольов[7],
  - Пушчино[8],
  - Реутов[9],
  - Троицк[10],
  - Фрязино[11],
  - Черноголовка[12],
  - Протвино[13]

- Новосибирска област: пгт Колцово[14]

- гфз Санкт Петербург: Петерхоф[15]

- Тамбовска област: Мичуринск[16]

### Изграждани
- Сколково – първият иновационен център в постсъветско време, строящ се „от нулата“, се изгражда въз основа на федерален закон от 2010 година. Намира се в градските поселения Новоивановское и Одинцово, близо до село Сколково, в източната част на Одинцовски район, Московска област, на 2 km западно от Московския кръгов автомобилен път. Комплексът, с краен срок 2015 г., ще включва 5 клъстера и технопарк[17].

- Иннополис – вторият иновационен център се изгражда от 2012 година в Татарстан, Верхнеуслонски район, на десния бряг на река Волга срещу Казан, за развитие на информационни и други технологии. Разчетен е за 155 хил. жители.

## Сдружение
През 1996 година движението официално е регистрирано във формата на нестопанско сдружение „Съюз за развитие на наукоградовете в Русия“ („Союз развития наукоградов России“). Членове на Съюза са 37 муниципални образувания. Освен наукоградове в него участват също и закрити градове, предприятия, университети.